# Schwendt
Schwendt é um município da Áustria, situado no distrito de Kitzbühel, no estado do Tirol. Tem 30,83 km² de área e sua população em 2019 foi estimada em 834 habitantes.